# Dinetus pulawskii
Dinetus pulawskii (лат.) — вид песочных ос (Crabronidae) рода Dinetus. Египет. Назван в честь американского гименоптеролога Войцеха Пулавского.

## Описание
Мелкие осы (менее 1 см) чёрного цвета с жёлтыми отметинами. От близких видов отличается следующими признаками: тело преимущественно ржаво-коричневого цвета с чёрными и белыми пятнами; члены жгутика (кроме I – III) чёрные; бедра с большими белыми пятна; мезонотум преимущественно железистый; мезонотум ржаво-коричневого цвета; третий членик жгутика усиков самок полностью желтовато-коричневый, флагеломеры II+III длиннее скапуса; передний вертлуг самцов без мелкого зубца. Проподеум в заднебоковой части в заметном коротком серебристом опушении. Глаза не соприкасаются друг с другом, но соприкасаются с основанием мандибул. Жвалы с выемкой внизу. Развит псаммофор. В передних крыльях 2 субмаргинальные ячейки. Предположительно, как и другие близкие виды своего рода охотится на клопов (Heteroptera) и цикадок (Cicadinea), которых запасают для своего потомства в земляных гнёздах. Вид был впервые описан в 1960 году швейцарским гименоптерологом Жаком де Бомоном (Jacques de Beaumont, 1901—1985; Лозанна, Швейцария). Видовое название дано в честь американского энтомолога Войцеха Пулавского (Department of Entomology, California Academy of Sciences, Сан-Франциско, США), крупного специалиста по роющим осам.